# مطار جيتومير الدولي
مطار جيتومير الدولي (بالأوكرانية: Міжнародний аеропорт Житомир) و (بالإنجليزية: Zhytomyr International Airport)‏ (إياتا: ZTR، إيكاو: UKKV) يقع المطار الأوكراني الدولي في مدينة جيتومير

## روابط خارجية
- الموقع الرسمي لمطار جيتومير الدولي